# Insuffisance hépatocellulaire
 (juin 2012).
Si vous disposez d'ouvrages ou d'articles de référence ou si vous connaissez des sites web de qualité traitant du thème abordé ici, merci de compléter l'article en donnant les références utiles à sa vérifiabilité et en les liant à la section « Notes et références ».
 Mise en garde médicale
L'insuffisance hépatocellulaire,, est un dysfonctionnement des cellules du foie. Elle peut conduire à une encéphalopathie hépatique.

## Étiologie
Les causes principales de l'insuffisance hépatocellulaires sont :
- les hépatites cytolytiques aiguës, qu'elles soient d'origine virale (hépatites), toxiques (dont médicamenteuses) ou ischémiques ;
- les cirrhoses.

## Conséquences cliniques
Le syndrome d'insuffisance hépatocellulaire se manifeste sur le plan clinique par :
- asthénie ;
- ictère ;
- manifestations cutanéomuqueuses : angiomes stellaires, érythrose palmaire, hippocratisme digital, anomalies des ongles (blancs, striés, sans lunule), fragilité gingivale ;
- manifestations endocriniennes : gynécomastie et impuissance chez l'homme, atrophie mammaire, aménorrhée et stérilité chez la femme ;
- manifestations hémorragiques : ecchymoses, saignements gingivaux, épistaxis ;
- encéphalopathie hépatique.

## Conséquences biologiques
- Abaissement des taux de facteurs de la coagulation, y compris le facteur V non vitamine K-dépendant
- Chute du taux de prothrombine non corrigeable par l'administration parentérale de vitamine K (Test de Kohler[4])
- Hypoprotidémie, hypoalbuminémie
- Hypoglycémie lors d'insuffisance hépatocellulaire majeure
- Hypourémie
- Hyperbilirubinémie